# Claude Laprade
Claude Joseph Courrat Laprade (L'Isle-sur-la-Sorgue, 1682 — Lisboa, 26 de Julho de 1738) foi um escultor súbdito papal originário do Comtat Venaissin (território pontifício localizado em França que apenas passou a ser território francês em 1791). Fixou-se em Portugal ainda muito jovem, tendo construído toda a sua carreira nesse país.

## Biografia / Obra
No seu registo de nascimento consta o nome de Claudius Josephus Courrat; o apelido Laprade, com o qual sempre se identificou em Portugal, foi uma apropriação posterior tomada ao nome da mãe, Antoniae Laprade.
De ascendência ilustre, adquiriu a sua formação em L'Isle-sur-la-Sorgue sob a influência direta dos artistas que aí trabalhavam (discípulo de Jean Péru), entrando em contacto com o vocabulário do barroco italiano. Foi auxiliar nas obras da igreja paroquial de L'Isle-sur-la-Sorgue. Fixou-se em Portugal em 1697, revelando uma bagagem artística atualizada que se impôs no panorama artístico português.
|                                                        |  |                                                                |
| Santa Ana e a Virgem, c. 1723, Museu Grão Vasco, Viseu |  | Pórtico, Via Latina, Paço das Escolas, Universidade de Coimbra |

Laprade colaborou no programa arquitetónico e escultórico associado à reforma da Universidade de Coimbra levada a cabo pelo reitor Nuno da Silva Teles, tendo realizado as estátuas alegóricas da Medicina, Teologia, Cânones, Leis, Matemática a ainda a figura de Justiniano (Instituta), a serem colocadas por cima das cadeiras dos professores das disciplinas respetivas. Estas obras revelam as suas fragilidades nesse período de juventude (equilíbrio estrutural das figuras mal dominado, deficiências na execução dos olhos e das mãos, etc.). É autor das sobrepostas das salas de aula bem como do Pórtico na Via Latina, Paço das Escolas, obra de grandes dimensões que introduz em Portugal motivos ornamentais do barroco francês (o busto de D. José I, de outro autor, foi adicionado em 1773).
Entre 1699 e 1701 executa o túmulo de D. Manuel de Moura Manuel (capela da Vista Alegre), antigo reitor da Universidade de Coimbra, inquisidor-geral e bispo de Miranda; este é "o mais significativo resumo das suas capacidades em organizar e esculpir elaboradas composições em pedra" e, devido às suas particulares opções compositivas, um "momento isolado na arte tumular nacional". Para essa mesma capela haveria de realizar, mais tarde, uma imagem do Cristo crucificado e outra de Cristo salvador do Mundo.
Em 1703 Laprade encontra-se definitivamente fixado em Lisboa, com oficina na freguesia do Sacramento; casa-se com Joanna Gaubert. No final desse ano pertencia ao corpo da Guarda Alemã da Rainha, função mantida ao longo de vários anos e em que viria a atingir a patente de capitão. A sua atividade mais fecunda pode encontrar-se, a partir daí, no traçado das grandes composições retabulares cuja linguagem terá influência à escala nacional.
Realiza inúmeros trabalhos em talha para igrejas nacionais, um pouco por todo o país. Irá trabalhar frequentemente em colaboração com outros mestres. São de sua autoria as figuras dos Atlantes para o altar-mor de Nossa Senhora da Piedade em São Roque (1705). Entre 1714 e 1715 colabora com Domingos Pacheco no altar-mor da igreja da Pena. Para a Sé de Viseu executa as imagens de S. Pedro e de S. João Baptista (1723). Colabora no retábulo da capela-mor da Sé do Porto (imagens de S. João Nepomuceno, S. Basílio, S. Bento, S. Bernardo, todas de 1729) e na ornamentação da Igreja Matriz de São Paulo. Tem colaboração restrita no convento de Mafra (apenas alguns fragmentos decorativos), desconhecendo-se a sua atividade a partir dessa época. Pouco antes de falecer o escultor refere estar entrevado e cego há muitos anos.